# 가족 (1989년 영화)
《가족》(영어: Immediate Family)은 미국에서 제작된 조너선 캐플런 감독의 1989년 드라마 영화이다. 글렌 클로스, 제임스 우즈 등이 출연하였고, 세라 필즈버리 등이 제작에 참여하였다. 출시명은 글렌 클로즈의 가족이다.

## 출연
- 글렌 클로스
- 제임스 우즈
- 메리 스튜어트 매스터슨
- 케빈 딜런
- 린다 달로
- 미미 케네디
- 찰스 레빈
- 제시카 제임스
- 켄 러너
- 제인 그리어
- 메릴린 갠

## 기타 제작진
- 협력 제작: 존 H. 스타크
- 미술: 마크 프리본
- 의상: 에이프릴 페리